# Expérience de Port Royal

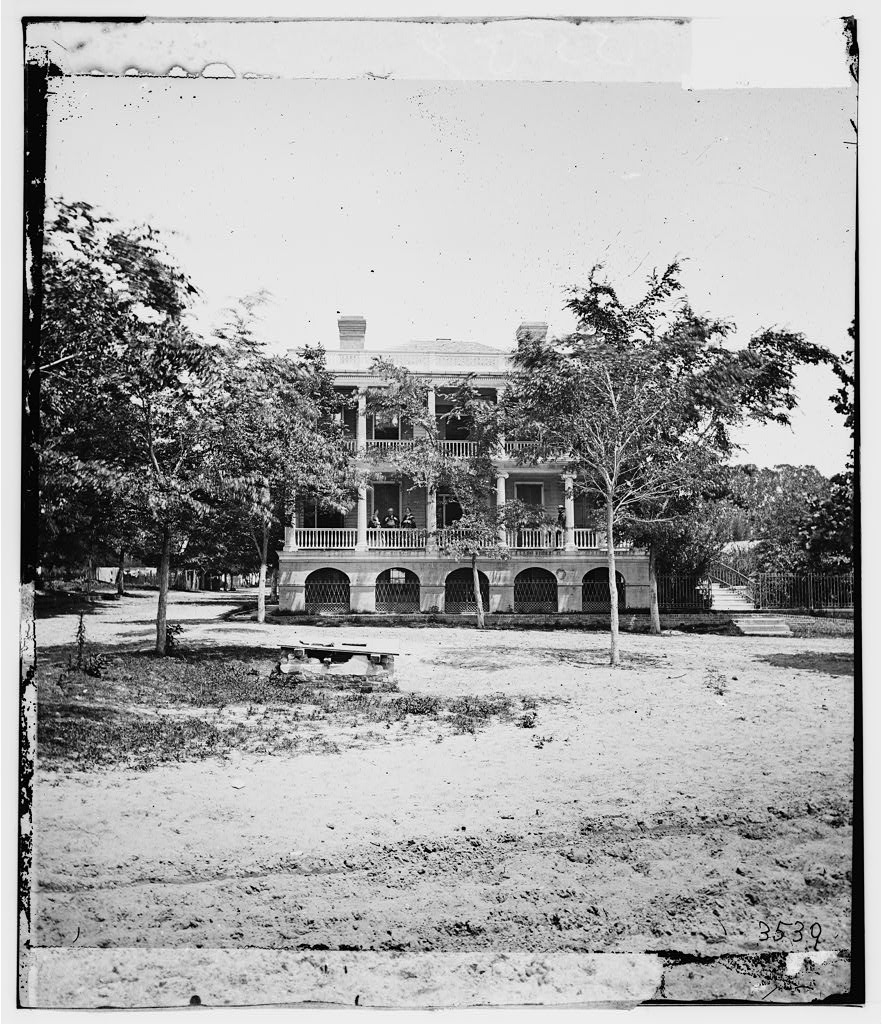
Plantation de la famille Rhett, Beaufort, Île de Port Royal, S.C.

L'expérience de Port-Royal fut un programme gouvernemental mené pendant la guerre de Sécession dans la localité de Port Royal (Caroline du Sud) et les Sea Islands attenantes pour organiser la transition d'une économie de plantation esclavagiste à un marché du travail libre. Les différents débats qu'elle a occasionnés, sur l'opportunité d'une réforme foncière de grande ampleur ou sur la politique à adopter à l'égard des esclaves affranchis, annoncent les problèmes posés par la période de Reconstruction après la guerre de Sécession.

## Une terre attractive, des plans d'occupation concurrents
Port Royal est pris le 7 novembre 1861 par les troupes de l'Union à l'issue de la bataille de Port Royal. Les propriétaires des nombreuses plantations des alentours ont fui peu avant laissant environ 10 000 esclaves derrière eux. La nouvelle retient rapidement l'attention des nordistes : plusieurs groupes concurrents veulent faire de l'île un laboratoire de la transition d'un système esclavagiste vers un marché du travail libre.
Le Gideon's Band, composé de missionnaires et d'abolitionnistes, développe une argumentation marquée par un paternalisme bienveillant. Les Gideonites soutiennent que l'esclavage a infantilisé et durement affecté les esclaves sur le plan moral, de telle sorte qu'ils ne seront pas en mesure de faire face seuls aux lois du marché et à un environnement compétitif. Leur action s'oriente dans deux directions : ils entreprennent d'une part d'ouvrir des écoles avec l'aide de l'American Christian Missionary Society (en) et militent d'autre part pour que le gouvernement fédéral donne des terres aux Noirs affranchis, sans les contraindre à poursuivre la culture du coton, quasi-exclusive jusqu'alors dans la région.
Les terres en question sont également convoitées par les investisseurs privés et l'administration du Trésor qui veulent profiter de la hausse du cours du coton, dopé par la pénurie du temps de guerre. La mise en valeur de ces terres pose cependant la question du rôle que devront y tenir les affranchis qui travaillaient jusqu'alors dans les plantations. Un premier plan, élaboré par Edward L. Pierce, pour le compte du secrétaire au Trésor Salmon P. Chase reprend les principales caractéristiques du gang system qui prévalait pendant la période esclavagiste : un travail d'équipe, sous la supervision d'un contremaître. Les esclaves ne sont pas salariés mais recevront en échange de leur travail les biens de première nécessité et une éducation gratuite. 
Un plan de remplacement, défendu par Edward Philbrick, un ingénieur civil issu de Harvard, finit cependant par convaincre Chase. Philbrick espère faire la preuve de la supériorité du modèle du travail libre sur le travail servile. Il entend démontrer que les Noirs sont capables de s'adapter aux contraintes du travail libre et de l'économie marchande sans pour autant abandonner la culture la plus rentable sur le marché, celle du coton. Dans le système de Philbrick, les  affranchis doivent s'employer en faisant valoir leur force de travail dans les plantations en contrepartie d'un salaire mais reçoivent également quelques lopins de terre destinés à une culture de subsistance.
De leur côté, les affranchis ont spontanément délaissé la culture du coton, trop marquée par l'expérience de l'esclavage. Ils rechignent à reprendre une activité qui hier enrichissait leur maître et dont ils craignent qu'elle enrichisse demain leurs employeurs, sans qu'ils puissent en toucher les dividendes. Ils veulent avoir leur part dans le modèle qu'ils ont toujours connu, basé sur la propriété de la terre ; non pour y cultiver du coton mais pour se tourner vers une agriculture vivrière, à base de maïs et de pommes de terre.

## Un laboratoire de la Reconstruction à venir
Les anciens esclaves doivent toutefois se plier au système imposé par le gouvernement fédéral et sont contraints de signer des contrats pour cultiver le coton. La majorité des terres confisquées ne leur est pas redistribuée mais est revendue à des spéculateurs du Nord, aux grandes compagnies de coton, aux officiers de l'armée et aux fonctionnaires de l'administration. Sur 60 000 acres de terre, 16 000 sont réservées aux anciens esclaves à un prix qui ne permet cependant qu'à une extrême minorité d'en faire l'achat. L'expérience de Port Royal anticipe, à une échelle réduite, la plupart des problèmes qui se poseront aux Républicains pendant la période de Reconstruction : elle révèle notamment leur répugnance à modifier en profondeur l'équilibre social en pratiquant une politique de redistribution des terres en faveur des affranchis. Cette orientation limite les possibilités des Noirs d'accéder à l'indépendance économique et se traduit dans les années qui suivent la guerre de Sécession par la généralisation du sharecropping dans le Sud du pays.